# KV Kortrijk in het seizoen 2019/20
KV Kortrijk komt in het seizoen 2019/20 uit in de Belgische Eerste Klasse A. In het seizoen 2018/19 eindigde KV Kortrijk op de achtste plaats en won het Play-off 2 groep B. In de finale tussen de winnaar van groep A werd met 1-2 verloren tegen Sporting Charleroi. KV Kortrijk begint aan zijn elfde achtereenvolgend seizoen in eerste klasse.

## Ploegsamenstelling

### Spelerskern
| Nummer      | Speler                    | Nationaliteit          | Bij KVK sinds | Contract tot         | Laatste club                          |      |      |
| Doel        | Doel                      | Doel                   | Doel          | Doel                 | Doel                                  | Doel | Doel |
| ----------- | ------------------------- | ---------------------- | ------------- | -------------------- | ------------------------------------- | ---- | ---- |
| 1           | Sébastien Bruzzese        | België                 | 2017          | 2020                 | Club Brugge via Sint-Truidense VV     |      |      |
| 16          | Maxim Deman               | België                 | 2019          | 2021                 | KV Kortrijk Jeugd                     |      |      |
| 21          | Adam Jakubech             | Slowakije              | 2019          | 2020 (+ optie)       | Lille OSC                             |      |      |
| Verdediging |                           |                        |               |                      |                                       |      |      |
| 2           | Petar Golubovic           | Servië                 | 2018          | 2021                 | AS Roma via Novara Calcio             |      |      |
| 3           | Brendan Hines-Ike         | Verenigde Staten       | 2018          | 2023                 | Örebro SK                             |      |      |
| 4           | Gary Kagelmacher (vice-)  | Uruguay                | 2017          | 2020                 | Maccabi Haifa                         |      |      |
| 5           | Larry Azouni              | Frankrijk/ Tunesië     | 2017          | 2020                 | Nîmes Olympique                       |      |      |
| 6           | Lucas Rougeaux            | Frankrijk              | 2016          | 2022                 | OGC Nice via US Boulogne              |      |      |
| 18          | Nihad Mujakić             | Bosnië en Herzegovina  | 2019          | 2023                 | FK Sarajevo                           |      |      |
| 29          | Andrij Batsula            | Oekraïne               | 2018          | 2021 (+2 jaar optie) | FK Oleksandria                        |      |      |
| 30          | Kristof D'haene           | België                 | 2015          | 2021                 | Cercle Brugge                         |      |      |
| 35          | Lucas Silva Melo (Tuta)   | Brazilië               | 2019          | 2020                 | Eintracht Frankfurt                   |      |      |
| 55          | Vladimir Kovacevic        | Servië                 | 2017          | 2021                 | FK Vojvodina                          |      |      |
| Middenveld  |                           |                        |               |                      |                                       |      |      |
| 8           | Abdul Ajagun              | Nigeria                | 2017          | 2020                 | Panathinaikos via Roda JC             |      |      |
| 10          | Hervé Kage                | Congo-Kinshasa/ België | 2015          | 2020                 | KRC Genk                              |      |      |
| 11          | Jovan Stojanovic          | Servië                 | 2017          | 2021                 | FK Voždovac Belgrado                  |      |      |
| 14          | Hannes Van der Bruggen    | België                 | 2017          | 2021                 | AA Gent                               |      |      |
| 15          | Christophe Lepoint        | België                 | 2017          | 2021                 | SV Zulte Waregem                      |      |      |
| 19          | Tyron Ivanof              | België                 | 2017          | 2021                 | KV Kortrijk Jeugd                     |      |      |
| 23          | Julien de Sart            | België                 | 2018          | 2021                 | Middlesbrough FC via SV Zulte Waregem |      |      |
| 26          | Elohim Rolland            | Frankrijk              | 2015          | 2020                 | US Boulogne                           |      |      |
| Aanval      |                           |                        |               |                      |                                       |      |      |
| 7           | Ilombe Mboyo (Petit Pélé) | Congo-Kinshasa/ België | 2018          | 2021                 | FC Sion                               |      |      |
| 9           | Fraser Hornby             | Schotland/ Engeland    | 2019          | 2020 (+ optie)       | Everton FC                            |      |      |
| 39          | Imoh Ezekiel              | Nigeria                | 2018          | 2021                 | UD Las Palmas                         |      |      |
| 51          | Eric Ocansey              | Ghana                  | 2019          | 2023                 | KAS Eupen                             |      |      |
| 70          | Faïz Selemani             | Comoren/ Frankrijk     | 2019          | 2022                 | Union Sint-Gillis                     |      |      |
| ?           | Jean Marco Toualy Dié     | Ivoorkust              | 2018          | 2021 (+2 jaar optie) | Salitas Football School               |      |      |
| ?           | Luqman Hakim Shamsudin    | Maleisië               | 2019          | 2024                 | Lhota Baru                            |      |      |

### Transfers

#### Inkomend (zomer)
| Naam                      | Nationaliteit          | Positie      | Vorige club         | Opmerkingen             |
| ------------------------- | ---------------------- | ------------ | ------------------- | ----------------------- |
| Adam Jakubech             | Slowakije              | Doelman      | Lille OSC           | Gehuurd met optie       |
| Maxim Deman               | België                 | Doelman      | KV Kortrijk Jeugd   | Komt over van KVK Jeugd |
| Vladimir Kovacevic        | Servië                 | Verdediger   | FC Sheriff Tiraspol | Terug van huur          |
| Nihad Mujakić             | Bosnië en Herzegovina  | Verdediger   | FK Sarajevo         | Terug van huur          |
| Lucas Silva Melo (Tuta)   | Brazilië               | Verdediger   | Eintracht Frankfurt | Gehuurd zonder optie    |
| Abdul Ajagun              | Nigeria                | Middenvelder | Omonia Nicosia      | Terug van huur          |
| Hervé Kage                | Congo-Kinshasa/ België | Middenvelder | Adana Demirspor     | Terug van huur          |
| Ilombe Mboyo (Petit Pélé) | Congo-Kinshasa/ België | Aanvaller    | Al-Raed             | Terug van huur          |
| Faïz Selemani             | Comoren/ Frankrijk     | Aanvaller    | Union Sint-Gillis   | Transfervrij            |
| Eric Ocansey              | Ghana                  | Aanvaller    | KAS Eupen           | Gekocht                 |
| Fraser Hornby             | Schotland/ Engeland    | Aanvaller    | Everton FC          | Gehuurd met optie       |

| Naam                   | Nationaliteit | Positie   | Vorige club | Opmerkingen                                                    |
| ---------------------- | ------------- | --------- | ----------- | -------------------------------------------------------------- |
| Luqman Hakim Shamsudin | Maleisië      | Aanvaller | Lhota Baru  | Contract voor 5 jaar, wordt in selectie verwacht in maart 2020 |

#### Uitgaand (zomer)
| Naam                | Nationaliteit         | Positie      | Nieuwe club                               | Opmerkingen        |
| ------------------- | --------------------- | ------------ | ----------------------------------------- | ------------------ |
| Joel Castro Pereira | Portugal/ Zwitserland | Keeper       | Heart of Midlothian via Manchester United | Einde huurperiode  |
| Jarno De Smet       | België                | Keeper       | Beerschot Voetbalclub Antwerpen           | Verkocht           |
| Alioune Camara      | Senegal               | Verdediger   | ?                                         | Contract ontbonden |
| Bennard Kumordzi    | België/ Ghana         | Verdediger   | ?                                         | Einde contract     |
| Medjon Hoxha        | België/ Kosovo        | Middenvelder | ?                                         | Eind contract      |
| Charis Charisis     | Griekenland           | Middenvelder | Atromitos FC via PAOK Saloniki            | Einde huurperiode  |
| Idir Ouali          | Algerije/ Frankrijk   | Aanvaller    | Hatayspor                                 | Eind contract      |
| Teddy Chevalier     | Frankrijk             | Aanvaller    | Valenciennes FC                           | Verkocht           |
| Felipe Avenatti     | Uruguay               | Aanvaller    | Standard Luik via Bologna FC 1909         | Einde huurperiode  |
| Aboubakary Koita    | België/ Senegal       | Aanvaller    | Waasland-Beveren via AA Gent              | Einde huurperiode  |

#### Inkomend(winter)
| Naam | Nationaliteit | Positie | Vorige club | Opmerkingen |
| ---- | ------------- | ------- | ----------- | ----------- |
|      |               |         |             |             |

#### Uitgaand (winter)
| Naam | Nationaliteit | Positie | Nieuwe club | Opmerkingen |
| ---- | ------------- | ------- | ----------- | ----------- |
|      |               |         |             |             |

### Technische staf
| Naam                    | Nationaliteit | Functie        |
| ----------------------- | ------------- | -------------- |
| Yves Vanderhaeghe       | België        | Hoofdtrainer   |
| Jordi Lemiengre         | België        | Assistent      |
| Bart Meert              | België        | Assistent      |
| Patrick Deman           | België        | Keeperstrainer |
| Karsten Vandendriessche | België        | Fysiektrainer  |
| Marc Delcourt           | Frankrijk     | Video analyse  |

## Oefenwedstrijden
| Datum      | Thuis/Uit | Tegenstander                          | Score | Doelpuntenmaker(s) KV Kortrijk        |
| ---------- | --------- | ------------------------------------- | ----- | ------------------------------------- |
| 22-06-2019 | Uit       | KSV Kortrijk (3e p.)                  | 1-4   | Ajagun, Lepoint, Kage, Bendianishvili |
| 28-06-2019 | Uit       | Racing Club Harelbeke (2e a.)         | 0-3   | Hines-Ike, Verkerken, Balcaen         |
| 29-06-2019 | Uit       | KSKV Zwevezele (2e a.)                | 1-2   | Ajagun, Kage                          |
| 05-07-2019 | Uit       | OH Leuven (1B)                        | 0-2   | Kage, Verkerken                       |
| 06-07-2019 | Uit       | Valenciennes FC (2e klasse Frankrijk) | 1-1   | Ajagun                                |
| 13-07-2019 | Uit       | NAC Breda (2e klasse Nederland)       | 2-1   | Toualy                                |
| 19-07-2019 | Uit       | KSV Roeselare (1B)                    | 4-1   | Ajagun                                |
| 20-07-2019 | Thuis     | SBV Excelsior (2e klasse Nederland)   | 4-0   | Mboyo (x2), Batsula (x2)              |
| 05-09-2019 | Thuis     | Sporting Charleroi (1A)               | 3-0   | Stojanovic (x2), Ezekiel              |
| 10-10-2019 | Uit       | Lille OSC (1e klasse Frankrijk)       | 0-1   | Ajagun                                |

## Jupiler Pro League

### Reguliere Competitie

#### Wedstrijden
| Wedstrijddetails                                                          | Thuisploeg                                      | Uitslag                 | Uitploeg                                | Opstelling | Kaarten                                              |
| ------------------------------------------------------------------------- | ----------------------------------------------- | ----------------------- | --------------------------------------- | --- | ---------------------------------------------------- |
| Heenronde                                                                 |                                                 |                         |                                         | |                                                      |
| 26 juli 2019 20:30 Luminus Arena Genk Ref: Erik Lambrechts                | KRC Genk                                        | 2-1                     | KV Kortrijk                             | Bruzzese Golubovic, Hines-Ike, Kagelmacher, D'haene Van der Bruggen, De Sart, Batsula, Ajagun (66' Rolland) Kage (53' Ocansey), Mboyo (70' Ezekiel)       | 86' Golubovic                                        |
| 26 juli 2019 20:30 Luminus Arena Genk Ref: Erik Lambrechts                | 50' Nygren 74' Hagi                             | 0-1 1-1 2-1             | 13' De Sart                             | Bruzzese Golubovic, Hines-Ike, Kagelmacher, D'haene Van der Bruggen, De Sart, Batsula, Ajagun (66' Rolland) Kage (53' Ocansey), Mboyo (70' Ezekiel)       | 86' Golubovic                                        |
| 3 augustus 2019 20:00 Guldensporenstadion Kortrijk Ref: Jan Boterberg     | KV Kortrijk                                     | 1-1                     | Sporting Charleroi                      | Bruzzese Golubovic, Hines-Ike, Kagelmacher, D'haene Van der Bruggen, De Sart, Batsula (46' Mboyo), Rolland (53' Ajagun) Ezekiel (73' Kage), Ocansey       | 14' Ezekiel 28' Batsula                              |
| 3 augustus 2019 20:00 Guldensporenstadion Kortrijk Ref: Jan Boterberg     | 79' Mboyo                                       | 0-1 1-1                 | 29' Morioka                             | Bruzzese Golubovic, Hines-Ike, Kagelmacher, D'haene Van der Bruggen, De Sart, Batsula (46' Mboyo), Rolland (53' Ajagun) Ezekiel (73' Kage), Ocansey       | 14' Ezekiel 28' Batsula                              |
| 3 augustus 2019 20:00 Jan Breydelstadion Brugge Ref: Bert Put             | Cercle Brugge                                   | 1-3                     | KV Kortrijk                             | Bruzzese Golubovic, Hines-Ike, Kagelmacher, D'haene Van der Bruggen, De Sart, Ivanof (85' Azouni), Ajagun (71' Kage) Mboyo, Ocansey (77' Batsula)         | 57' Golubovic                                        |
| 3 augustus 2019 20:00 Jan Breydelstadion Brugge Ref: Bert Put             | 18' Saadi                                       | 1-0 1-1 1-2 1-3         | 49' Ajagun 55' Van der Bruggen 90' Kage | Bruzzese Golubovic, Hines-Ike, Kagelmacher, D'haene Van der Bruggen, De Sart, Ivanof (85' Azouni), Ajagun (71' Kage) Mboyo, Ocansey (77' Batsula)         | 57' Golubovic                                        |
| 17 augustus 2019 18:00 Guldensporenstadion Kortrijk Ref: Erik Lambrechts  | KV Kortrijk                                     | 4-2                     | RSC Anderlecht                          | Bruzzese Golubovic, Hines-Ike, Kagelmacher, D'haene Van der Bruggen, De Sart, Ivanof (46' Kage), Ajagun (88' Azouni) Mboyo, Ocansey (84' Batsula)         | 50' Ajagun                                           |
| 17 augustus 2019 18:00 Guldensporenstadion Kortrijk Ref: Erik Lambrechts  | 52' Mboyo (p) 57' Kage 73' Mboyo 79' D'haene    | 0-1 1-1 2-1 2-2 3-2 4-2 | 26' Nasri 66' Vlap                      | Bruzzese Golubovic, Hines-Ike, Kagelmacher, D'haene Van der Bruggen, De Sart, Ivanof (46' Kage), Ajagun (88' Azouni) Mboyo, Ocansey (84' Batsula)         | 50' Ajagun                                           |
| 25 augustus 2019 18:00 Stade Maurice Dufrasne Luik Ref: Alexandre Boucaut | Standard Luik                                   | 2-1                     | KV Kortrijk                             | Bruzzese Golubovic (46' Rougeaux), Hines-Ike, Kagelmacher, D'haene Van der Bruggen, De Sart, Ajagun (83' Lepoint), Kage (44' Azouni) Mboyo, Ocansey       | 28' Golubovic 54' Mboyo 65' D'haene                  |
| 25 augustus 2019 18:00 Stade Maurice Dufrasne Luik Ref: Alexandre Boucaut | 82' Laifis 89' Amallah                          | 0-1 1-1 2-1             | 34' Ocansey                             | Bruzzese Golubovic (46' Rougeaux), Hines-Ike, Kagelmacher, D'haene Van der Bruggen, De Sart, Ajagun (83' Lepoint), Kage (44' Azouni) Mboyo, Ocansey       | 28' Golubovic 54' Mboyo 65' D'haene                  |
| 31 augustus 2019 20:00 Guldensporenstadion Kortrijk Ref: Christof Dierick | KV Kortrijk                                     | 2-2                     | KV Oostende                             | Bruzzese Rougeaux, Hines-Ike, Kagelmacher, D'haene Van der Bruggen (66' Stojanovic), De Sart, Ajagun (90' Azouni), Lepoint Mboyo, Ocansey (86' Batsula)   | 83' De Sart                                          |
| 31 augustus 2019 20:00 Guldensporenstadion Kortrijk Ref: Christof Dierick | 67' Ocansey 72' De Sart                         | 0-1 1-1 2-1 2-2         | 34' Sylla 89' Skúlason (p)              | Bruzzese Rougeaux, Hines-Ike, Kagelmacher, D'haene Van der Bruggen (66' Stojanovic), De Sart, Ajagun (90' Azouni), Lepoint Mboyo, Ocansey (86' Batsula)   | 83' De Sart                                          |
| 15 september 2019 20:30 Le Canonnier Moeskroen Ref: Wesley Alen           | Royal Excel Moeskroen                           | 2-0                     | KV Kortrijk                             | Bruzzese Rougeaux, Hines-Ike, Kagelmacher, D'haene Van der Bruggen, Rolland, Ajagun (63' Kage), Lepoint (46' De Sart) Mboyo, Ocansey (46' Stojanovic)     | 51' Rougeaux 52' Rolland 68' Rougeaux                |
| 15 september 2019 20:30 Le Canonnier Moeskroen Ref: Wesley Alen           | 43' Queirós 73' García                          | 1-0 2-0                 |                                         | Bruzzese Rougeaux, Hines-Ike, Kagelmacher, D'haene Van der Bruggen, Rolland, Ajagun (63' Kage), Lepoint (46' De Sart) Mboyo, Ocansey (46' Stojanovic)     | 51' Rougeaux 52' Rolland 68' Rougeaux                |
| 20 september 2019 20:30 Guldensporenstadion Kortrijk Ref: Erik Lambrechts | KV Kortrijk                                     | 2-3                     | KV Mechelen                             | Bruzzese Golubovic, Kagelmacher, Mujakic, D'haene Van der Bruggen (65' Rolland), De Sart, Ajagun (72' Kage), Stojanvic (90' Ezekiel) Hornby, Mboyo        |                                                      |
| 20 september 2019 20:30 Guldensporenstadion Kortrijk Ref: Erik Lambrechts | 39' Stojanovic 82' Mboyo (p)                    | 1-0 1-1 1-2 1-3 2-3     | 53' Vanzeir 58' Schoofs 62' Vanzeir     | Bruzzese Golubovic, Kagelmacher, Mujakic, D'haene Van der Bruggen (65' Rolland), De Sart, Ajagun (72' Kage), Stojanvic (90' Ezekiel) Hornby, Mboyo        |                                                      |
| 28 september 2019 20:00 Ghelamco Arena Gent Ref: Alexandre Boucaut        | AA Gent                                         | 2-0                     | KV Kortrijk                             | Bruzzese Rougeaux, Hines-Ike, Kagelmacher, D'haene Van der Bruggen, De Sart, Ajagun (79' Ocansey), Lepoint (78' Kage) Hornby (62' Ezekiel), Mboyo         |                                                      |
| 28 september 2019 20:00 Ghelamco Arena Gent Ref: Alexandre Boucaut        | 58' Ngadeu 86' David                            | 1-0 2-0                 |                                         | Bruzzese Rougeaux, Hines-Ike, Kagelmacher, D'haene Van der Bruggen, De Sart, Ajagun (79' Ocansey), Lepoint (78' Kage) Hornby (62' Ezekiel), Mboyo         |                                                      |
| 5 oktober 2019 20:30 Guldensporenstadion Kortrijk Ref: Lothar D'hondt     | KV Kortrijk                                     | 4-0                     | Sint-Truidense VV                       | Bruzzese Rougeaux, Hines-Ike (83' Kovacevic), Kagelmacher, D'haene Van der Bruggen, De Sart, Lepoint Hornby (77' Batsula), Mboyo, Ocansey (72' Ajagun)    | 83' Hines-Ike 85' Mboyo 85' De Sart                  |
| 5 oktober 2019 20:30 Guldensporenstadion Kortrijk Ref: Lothar D'hondt     | 15' Mboyo 32' Hornby 41' Kagelmacher 70' Hornby | 1-0 2-0 3-0 4-0         |                                         | Bruzzese Rougeaux, Hines-Ike (83' Kovacevic), Kagelmacher, D'haene Van der Bruggen, De Sart, Lepoint Hornby (77' Batsula), Mboyo, Ocansey (72' Ajagun)    | 83' Hines-Ike 85' Mboyo 85' De Sart                  |
| 19 oktober 2019 20:00 Guldensporenstadion Kortrijk Ref: Lawrence Visser   | KV Kortrijk                                     | 2-0                     | SV Zulte Waregem                        | Bruzzese Rougeaux, Hines-Ike, Kagelmacher, D'haene Van der Bruggen, De Sart, Lepoint (70' Stojanovic) Hornby (85' Ajagun), Mboyo, Ocansey (88' Azouni)    | 19' Lepoint                                          |
| 19 oktober 2019 20:00 Guldensporenstadion Kortrijk Ref: Lawrence Visser   | 14' Mboyo (p) 53' Van der Bruggen               | 1-0 2-0                 |                                         | Bruzzese Rougeaux, Hines-Ike, Kagelmacher, D'haene Van der Bruggen, De Sart, Lepoint (70' Stojanovic) Hornby (85' Ajagun), Mboyo, Ocansey (88' Azouni)    | 19' Lepoint                                          |
| 26 oktober 2019 20:00 Bosuilstadion Antwerpen Ref: Alexandre Boucaut      | Royal Antwerp FC                                | 3-1                     | KV Kortrijk                             | Bruzzese Rougeaux, Hines-Ike, Kovacevic, D'haene Van der Bruggen, De Sart, Lepoint (56' Stojanovic) Hornby (67' Kage), Mboyo, Ocansey (58' Ajagun)        | 79' Van der Bruggen                                  |
| 26 oktober 2019 20:00 Bosuilstadion Antwerpen Ref: Alexandre Boucaut      | 45' Mirallas (p) 52' Lamkel Ze 65' Rodrigues    | 1-0 2-0 3-0 3-1         | 71' Stojanovic                          | Bruzzese Rougeaux, Hines-Ike, Kovacevic, D'haene Van der Bruggen, De Sart, Lepoint (56' Stojanovic) Hornby (67' Kage), Mboyo, Ocansey (58' Ajagun)        | 79' Van der Bruggen                                  |
| 29 oktober 2019 20:30 Guldensporenstadion Kortrijk Ref: Jasper Vergoote   | KV Kortrijk                                     | 1-2                     | KAS Eupen                               | Bruzzese Azouni (66' Stojanovic), Hines-Ike, Kagelmacher, D'haene Van der Bruggen (75' Ajagun), De Sart, Lepoint Hornby, Mboyo, Ocansey (44' Kage)        | 71' Van der Bruggen                                  |
| 29 oktober 2019 20:30 Guldensporenstadion Kortrijk Ref: Jasper Vergoote   | 83' Blondelle (ed)                              | 0-1 0-2 1-2             | 13' Bolingi 31' Bolingi                 | Bruzzese Azouni (66' Stojanovic), Hines-Ike, Kagelmacher, D'haene Van der Bruggen (75' Ajagun), De Sart, Lepoint Hornby, Mboyo, Ocansey (44' Kage)        | 71' Van der Bruggen                                  |
| 2 november 2019 20:30 Jan Breydelstadion Brugge Ref: Nathan Verboomen     | Club Brugge                                     | 3-0                     | KV Kortrijk                             | Bruzzese Rougeaux (46' Golubovic), Hines-Ike, Kagelmacher, D'haene Van der Bruggen, De Sart, Lepoint (62' Ajagun) Hornby (72' Ezekiel), Mboyo, Stojanovic | 15' D'haene 39' Rougeaux 65' Kagelmacher 72' De Sart |
| 2 november 2019 20:30 Jan Breydelstadion Brugge Ref: Nathan Verboomen     | 3' Vanaken (p) 21' Vanaken 69' Okereke          | 1-0 2-0 3-0             |                                         | Bruzzese Rougeaux (46' Golubovic), Hines-Ike, Kagelmacher, D'haene Van der Bruggen, De Sart, Lepoint (62' Ajagun) Hornby (72' Ezekiel), Mboyo, Stojanovic | 15' D'haene 39' Rougeaux 65' Kagelmacher 72' De Sart |
| 9 november 2019 20:00 Guldensporenstadion Kortrijk Ref: Frederik Geldhof  | KV Kortrijk                                     | 1-3                     | Waasland-Beveren                        | Bruzzese Golubovic, Kovacevic, Kagelmacher, D'haene Van der Bruggen (77' Ezekiel), De Sart, Ajagun (76' Kage) Hornby, Mboyo, Stojanovic (66' Lepoint)     | 74' Bruzzese                                         |
| 9 november 2019 20:00 Guldensporenstadion Kortrijk Ref: Frederik Geldhof  | 62' Hornby                                      | 0-1 0-2 1-2 1-3         | 12' Badibanga 30' Koita 74' Dierckx (p) | Bruzzese Golubovic, Kovacevic, Kagelmacher, D'haene Van der Bruggen (77' Ezekiel), De Sart, Ajagun (76' Kage) Hornby, Mboyo, Stojanovic (66' Lepoint)     | 74' Bruzzese                                         |
| 24 november 2019 18:00 Lotto Park Anderlecht Ref: Kevin Van Damme         | RSC Anderlecht                                  | 0-0                     | KV Kortrijk                             | Jakubech Golubovic, Tuta, Kovacevic, D'haene Azouni (78' Rolland), De Sart, Batsula (86' Stojanovic), Kage (69' Lepoint) Mboyo, Ocansey                   | 74' De Sart 75' Azouni 88' Tuta                      |
| 24 november 2019 18:00 Lotto Park Anderlecht Ref: Kevin Van Damme         |                                                 |                         |                                         | Jakubech Golubovic, Tuta, Kovacevic, D'haene Azouni (78' Rolland), De Sart, Batsula (86' Stojanovic), Kage (69' Lepoint) Mboyo, Ocansey                   | 74' De Sart 75' Azouni 88' Tuta                      |
| 1 december 2019 20:00 Guldensporenstadion Kortrijk Ref: Nathan Verboomen  | KV Kortrijk                                     | 0-2                     | AA Gent                                 | Jakubech Tuta, Kovacevic, Kagelmacher D'haene, Azouni, Rolland (67' Van der Bruggen), De Sart, Kage (69' Lepoint) Mboyo, Ocansey (62' Selemani)           | 62' Azouni 61' Kovacevic 80' Tuta                    |
| 1 december 2019 20:00 Guldensporenstadion Kortrijk Ref: Nathan Verboomen  |                                                 | 0-1 0-2                 | 16' Bezus 61' Odjidja-Ofoe (p)          | Jakubech Tuta, Kovacevic, Kagelmacher D'haene, Azouni, Rolland (67' Van der Bruggen), De Sart, Kage (69' Lepoint) Mboyo, Ocansey (62' Selemani)           | 62' Azouni 61' Kovacevic 80' Tuta                    |

### Klassement

#### Reguliere competitie
| Pos | Team               | Wed | W  | G  | V  | Ptn | DV | DT | +/− |                                       |
| --- | ------------------ | --- | -- | -- | -- | --- | -- | -- | --- | ------------------------------------- |
| 1   | Club Brugge        | 29  | 21 | 7  | 1  | 70  | 58 | 14 | +44 | Kampioen, Groepsfase Champions League |
| 2   | KAA Gent           | 29  | 16 | 7  | 6  | 55  | 59 | 34 | +25 | Voorrondes Champions League           |
| 3   | Sporting Charleroi | 29  | 15 | 9  | 5  | 54  | 49 | 23 | +26 | Voorrondes Europa League              |
| 4   | Antwerp FC         | 29  | 15 | 8  | 6  | 53  | 49 | 32 | +17 | Groepsfase Europa League              |
| 5   | Standard Luik      | 29  | 14 | 7  | 8  | 49  | 47 | 32 | +15 | Voorrondes Europa League              |
| 6   | KV Mechelen        | 29  | 13 | 5  | 11 | 44  | 46 | 43 | +3  |                                       |
| 7   | KRC Genk           | 29  | 13 | 5  | 11 | 44  | 45 | 42 | +3  |                                       |
| 8   | RSC Anderlecht     | 29  | 11 | 10 | 8  | 43  | 45 | 29 | +16 |                                       |
| 9   | SV Zulte Waregem   | 29  | 10 | 6  | 13 | 36  | 41 | 49 | −8  |                                       |
| 10  | Excel Moeskroen    | 29  | 9  | 9  | 11 | 36  | 38 | 40 | −2  |                                       |
| 11  | KV Kortrijk        | 29  | 9  | 6  | 14 | 33  | 40 | 44 | −4  |                                       |
| 12  | STVV               | 29  | 9  | 6  | 14 | 33  | 33 | 50 | −17 |                                       |
| 13  | KAS Eupen          | 29  | 8  | 6  | 15 | 30  | 28 | 51 | −23 |                                       |
| 14  | Cercle Brugge      | 29  | 7  | 2  | 20 | 23  | 27 | 54 | −27 |                                       |
| 15  | KV Oostende        | 29  | 6  | 4  | 19 | 22  | 29 | 58 | −29 |                                       |
| 16  | Waasland-Beveren   | 29  | 5  | 5  | 19 | 20  | 21 | 60 | −39 |                                       |

## Beker van België
| Wedstrijddetails                                                           | Thuisploeg          | Uitslag         | Uitploeg                          | Opstelling | Kaarten                           |
| -------------------------------------------------------------------------- | ------------------- | --------------- | --------------------------------- | --- | --------------------------------- |
| 1/16e finale                                                               |                     |                 |                                   | |                                   |
| 25 september 2019 20u00 Stade du Paray Seraing Ref: Laurent Willems        | RFC Seraing         | 1-3             | KV Kortrijk                       | Jakubech Azouni, Kovacevic, Mujakic, D'haene De Sart, Rolland (39' Van der Bruggen), Stojanovic, Kage Hornby (79' Lepoint), Ocansey (74' Batsula)     | 60' De Sart 79' Hornby 86' Azouni |
| 25 september 2019 20u00 Stade du Paray Seraing Ref: Laurent Willems        | 32' Sanogo          | 0-1 1-1 1-2 1-3 | 23' Hornby 38' Kage 90+5' De Sart | Jakubech Azouni, Kovacevic, Mujakic, D'haene De Sart, Rolland (39' Van der Bruggen), Stojanovic, Kage Hornby (79' Lepoint), Ocansey (74' Batsula)     | 60' De Sart 79' Hornby 86' Azouni |
| 1/8e finale                                                                |                     |                 |                                   | |                                   |
| 4 december 2019 20u00 Guldensporenstadion Kortrijk Ref: Bram Van Driessche | KV Kortrijk         | 2-1             | KAS Eupen                         | Jakubech Golubovic (56' De Sart), Tuta, Kagelmacher, D'haene Lepoint, Azouni, Van Der Bruggen Ocansey (77' Ajagun), Hornby, Batsula (54' Mboyo)       | 68' Mboyo                         |
| 4 december 2019 20u00 Guldensporenstadion Kortrijk Ref: Bram Van Driessche | 67' Mboyo 69' Mboyo | 0-1 1-1 2-1     | 16' Marreh                        | Jakubech Golubovic (56' De Sart), Tuta, Kagelmacher, D'haene Lepoint, Azouni, Van Der Bruggen Ocansey (77' Ajagun), Hornby, Batsula (54' Mboyo)       | 68' Mboyo                         |
| 1/4e finale                                                                |                     |                 |                                   | |                                   |
| 18 december 2019 20u00 Stade Joseph Marien Vorst Ref: Lothar D'hondt       | Union SG            | 0-1             | KV Kortrijk                       | Jakubech Golubovic, Tuta, Batsula, Kagelmacher Van Der Bruggen, De Sart, Azouni Ocansey (90' Kage), Mboyo (90+2' Hines-Ike), Stojanovic (64' Ezekiel) | 60' Golubovic                     |
| 18 december 2019 20u00 Stade Joseph Marien Vorst Ref: Lothar D'hondt       |                     | 0-1             | 89' Kagelmacher                   | Jakubech Golubovic, Tuta, Batsula, Kagelmacher Van Der Bruggen, De Sart, Azouni Ocansey (90' Kage), Mboyo (90+2' Hines-Ike), Stojanovic (64' Ezekiel) | 60' Golubovic                     |
| 1/2e finale (heen)                                                         |                     |                 |                                   | |                                   |
| 23 januari 2020 20u45 Bosuilstadion Antwerpen Ref: Jonathan Lardot         | Royal Antwerp FC    | 1-1             | KV Kortrijk                       | Jakubech Golubovic, Tuta, Derijck, D'haene Van Der Bruggen, De Sart, Lepoint (82' Kovacevic) Moffi (69' Selemani), Stojanovic (90+5' Ezekiel), Mboyo  | 61' D'haene 90+4' Golubovic       |
| 23 januari 2020 20u45 Bosuilstadion Antwerpen Ref: Jonathan Lardot         | 84' Mbokani         | 0-1 1-1         | 70' Stojanovic                    | Jakubech Golubovic, Tuta, Derijck, D'haene Van Der Bruggen, De Sart, Lepoint (82' Kovacevic) Moffi (69' Selemani), Stojanovic (90+5' Ezekiel), Mboyo  | 61' D'haene 90+4' Golubovic       |
| 1/2e finale (terug)                                                        |                     |                 |                                   | |                                   |
| 6 februari 2020 20u45 Guldensporenstadion Kortrijk Ref: Nicolas Laforge    | KV Kortrijk         | 0-1             | Royal Antwerp FC                  | Jakubech Azouni, Tuta, Derijck, D'haene Van Der Bruggen (73' Makarenko), De Sart, Lepoint (70' Stojanovic), Kage (62' Selemani) Moffi, Mboyo          | 35' Derijck 62' Moffi             |
| 6 februari 2020 20u45 Guldensporenstadion Kortrijk Ref: Nicolas Laforge    |                     | 0-1             | 36' Refaelov (p)                  | Jakubech Azouni, Tuta, Derijck, D'haene Van Der Bruggen (73' Makarenko), De Sart, Lepoint (70' Stojanovic), Kage (62' Selemani) Moffi, Mboyo          | 35' Derijck 62' Moffi             |